# Ass (альбом)
Ass — п'ятий студійний альбом англійського гурту Badfinger, який вийшов 26 листопада 1973 року.

## Композиції
1. Apple of My Eye — 3:06
2. Get Away — 3:59
3. Icicles — 2:32
4. The Winner — 3:18
5. Blind Owl — 3:00
6. Constitution — 2:58
7. When I Say — 3:05
8. Cowboy — 2:37
9. I Can Love You — 3:33
10. Timeless — 7:39

## Склад
- Піт Хем: гітара, клавішні, вокал
- Джої Моленд: гітара, вокал
- Том Еванс: бас, вокал
- Майк Гіббінс: ударні, вокал

## Чарт
| Чарт (1973)       | Найвища позиція |
| ----------------- | --------------- |
| США Billboard 200 | 122             |